# Adrià Figueras
Adrià Figueras Trejo (englisch Adrian Figueras Trejo, * 31. August 1988 in Barcelona) ist ein spanischer Handballspieler. Der 1,92 m große Kreisläufer spielt seit 2021 für den französischen Verein C’ Chartres Métropole handball und steht im Aufgebot der spanischen Nationalmannschaft.

## Karriere

### Verein
Adrià Figueras spielte zunächst bis 2007 in der Jugend des FC Barcelona. Am 11. November 2006 gab er sein internationales Debüt in der EHF Champions League gegen Panellinios Athen. Anschließend wechselte er zu BM Ciudad de Almería, wo er auch in der Liga ASOBAL debütierte. Bereits nach einem Jahr kehrte er nach Barcelona zurück und spielte fortan in der Reserve-Mannschaft, mit der er 2010 in die zweite Liga aufstieg und diese in den Jahren 2012, 2013 und 2014 gewann. In der Saison 2013/14 lief er auch im Profi-Team auf und war damit Teil der Meistermannschaft. Von 2014 bis 2020 spielte der Kreisläufer für den Verein Fraikin BM Granollers, wo er sich zum Stammspieler entwickelte. Mit Granollers belegte er zweimal den dritten Rang in der Liga und nahm mehrfach am EHF-Pokal teil, wobei der Verein 2015/16 das Final Four erreichte. Figueras wurde 2016, 2017 und 2018 in das All-Star-Team (siete ideal) der Liga ASOBAL gewählt, 2016 und 2018 zusätzlich gar zum besten Spieler der Liga. In der wegen der COVID-19-Pandemie nach 19 von 30 Spieltagen abgebrochenen Saison 2019/20 wurde er mit 173 Treffern Torschützenkönig. Für BM Granollers erzielte er in diesen sechs Jahren 793 Tore in 164 Liga-Spielen.
Zur Saison 2020/21 wechselte er zum französischen Verein HBC Nantes in die Starligue. Mit Nantes erreichte er das Final Four in der EHF Champions League 2020/21, wo er im Halbfinale am späteren Sieger Barcelona scheiterte. Seit der Saison 2021/22 läuft er für den französischen Klub C’ Chartres Métropole HB auf, dessen Trainer Antoni Gerona ihn bereits in der Barça-Reserve betreute. Er wird den Verein am Ende der Spielzeit 2024/2025 verlassen und nach Granollers zurückkehren.

### Nationalmannschaft
Adrià Figueras stand erstmals am 23. März 2005 im Aufgebot einer spanischen Nachwuchsauswahl. Er nahm mit der spanischen Jugend-Nationalmannschaft u. a. an den Mittelmeerspielen der Jugend 2006 und U-18-Europameisterschaft 2006 teil. Für die Junioren-Auswahl stand er im Aufgebot für die U-20-Europameisterschaft 2008 und die U-21-Weltmeisterschaft 2009. Mit der spanischen Studenten-Nationalmannschaft nahm er an der Studenten-Weltmeisterschaft 2016 teil und gewann Bronze.
In der spanischen A-Nationalmannschaft debütierte Figueras am 2. November 2016 gegen Bosnien und Herzegowina. Bei der Weltmeisterschaft 2017 erreichte er mit der Mannschaft den 5. Platz, 2019 den 7. Platz und 2021 die Bronzemedaille. Bei der Europameisterschaft 2018 und 2020 wurde er Europameister. Bei den Olympischen Spielen in Tokio gewann er erneut die Bronzemedaille. Bei der Europameisterschaft 2022 gewann er mit Spanien die Silbermedaille, er bestritt alle neun Spiele und warf 24 Tore. Mit der spanischen Auswahl zur Weltmeisterschaft 2023 gewann er die Bronzemedaille. Mit der spanischen Olympiamannschaft 2024 gewann er auch die Bronzemedaille bei den Olympischen Spielen.
Er bestritt bis September 2024 insgesamt 134 Länderspiele, in denen er 349 Tore erzielte.

### Erfolge
- mit dem FC Barcelona
  - Spanischer Meister: 2014
  - Meister der zweiten Liga: 2012, 2013 und 2014

- mit der Nationalmannschaft
  - Olympische Spiele: Bronze 2020
  - Weltmeisterschaften: Bronze 2021
  - Europameisterschaften: Gold 2018 und 2020, Silber 2022

- Persönliche Auszeichnungen
  - Torschützenkönig der Liga ASOBAL 2019/20
  - All-Star-Team der Liga ASOBAL 2016, 2017 und 2018
  - MVP der Liga ASOBAL 2016 und 2018